# Fra Carnevale
Fra Carnevale, (kolem 1420–1425, Urbino, Itálie – 1484, Urbino, Itálie) byl italský renesanční malíř aktivní v období italské renesance, tzv. quattrocenta. Působil hlavně v Urbinu. Carnivale je obecně považován za jednoho z nejzáhadnějších umělců. Existuje pouze devět děl, která mu lze s konečnou platností přičíst. Většina z nich byla uměleckými kritiky v různých obdobích jako autentická díla tohoto umělce zpochybňována.
Používal řadu jmen: Bartolomeo di Giovanni Corradini, Bartolomeo Coradini a Fra 'Carnevale.

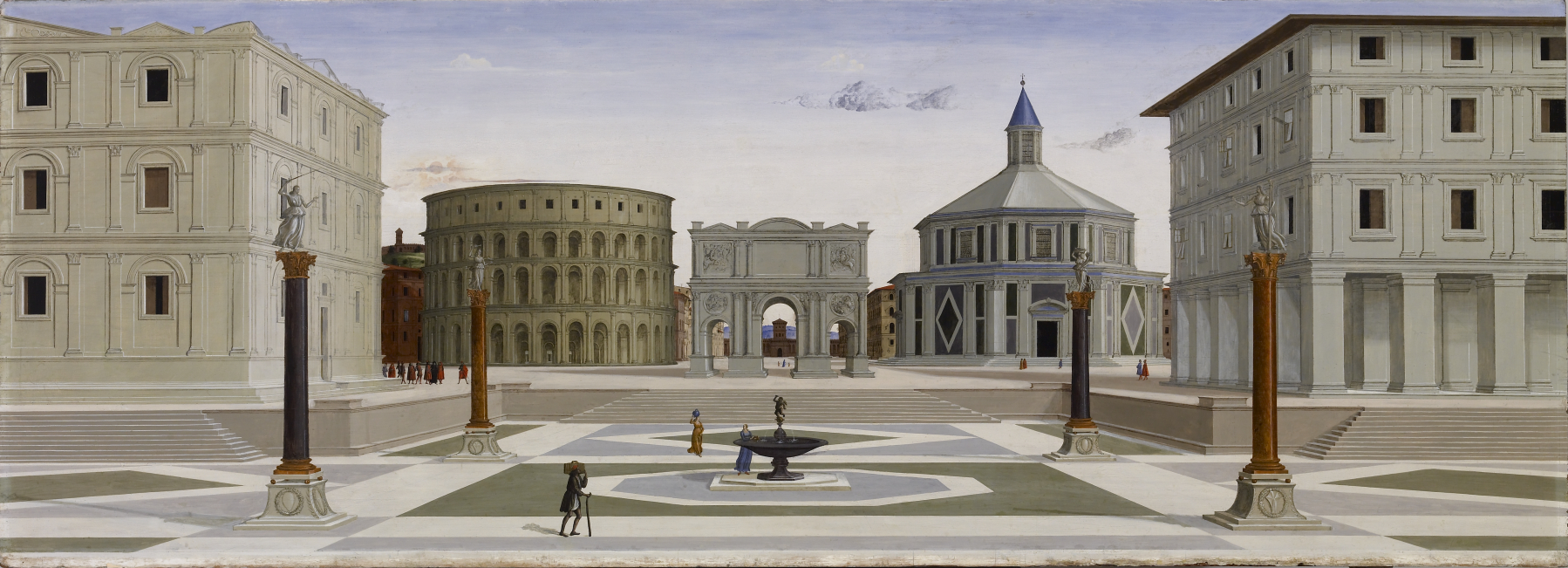
The Ideal City attributed to Carnevale, in the collection of the Walters Art Museum

## Životopis

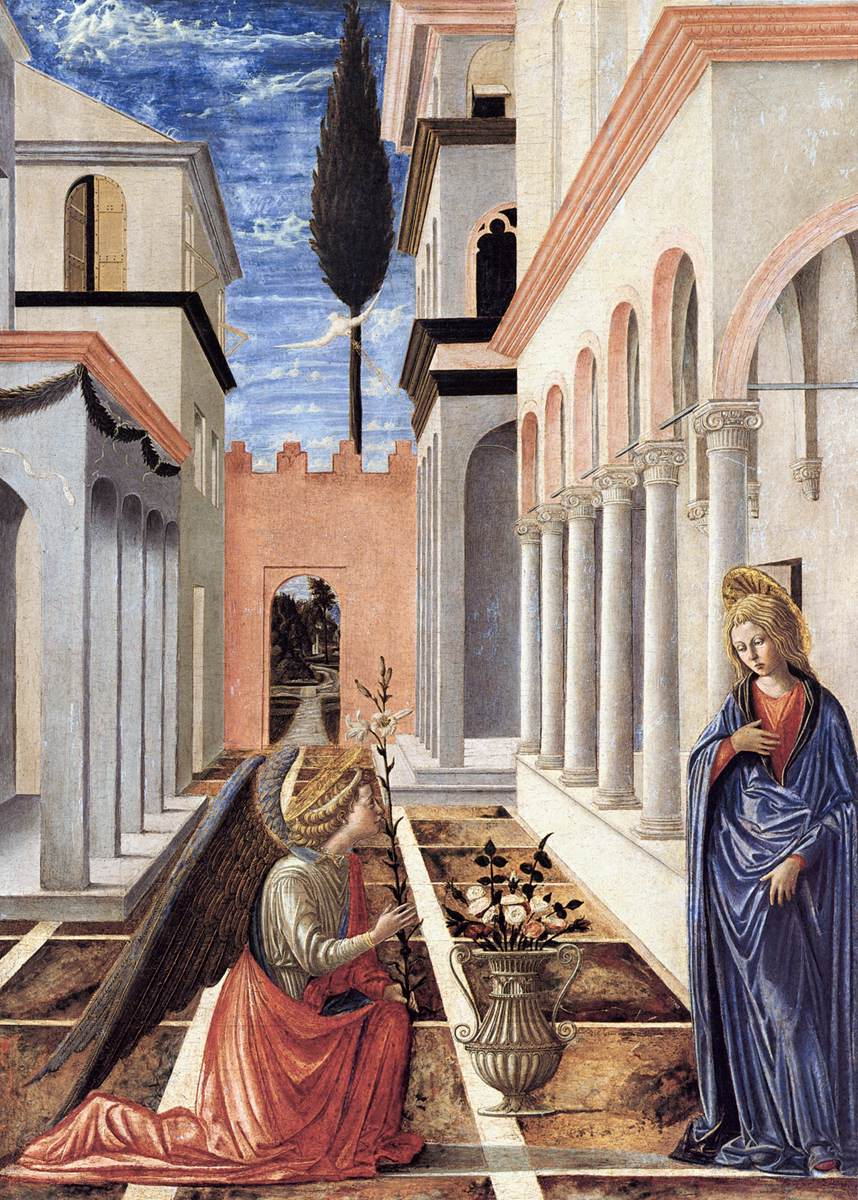
Fra Carnevale – Zvěstování, National Gallery of Art, Washington

Fra Carnevale se narodil v Urbinu a do řádu dominikánů vstoupil v roce 1449 pod jménem Fra ‘Carnevale nebo Carnovale. Byl žákem ferrarského malíře Antonia Albertiho. Farquhar tvrdí, že byl učitelem Giovanni Santiho, otce Raffaela Santiho. V letech 1445-1446 pracoval v ateliéru Filippa Lippiho ve Florencii. Poté, někdy před rokem 1450, se vrátil do Urbina a vstoupil do řádu dominikánů. Historici prokázali jeho aktivity v Urbinu letech 1456 až 1488. Během této doby se učil u Fra Jacopa Veneta. Byl pověřen namalovat oltářní obraz v del Corpus Domini, ale jeho práce byla ukončena v roce 1456. Dokument z roku 1467 zaznamenává platbu za oltářní obraz v kostele Santa Maria della Bella. Ze záznamů také víme, že byl kurátorem v San Cassiano del Cavallino a připojil se k Bratrstvu Svatého Kříže (Confraternità di Santa Croce).
Po celá staletí existovala pouze jediná zmínka o tomto malíři a to v bibliografii „Životy nejvýznačnějších malířů, sochařů a architektů" Giorgia Vasariho. Zde Vasari označil Carnevaleho jako "Carnovale da Urbino", malíře oltářního obrazu v kostele Santa Maria della Bella v Urbinu. Píše, že byl ovlivněn italským malířem a architektem Donatem Bramantem a jeho prací v Bazilice Svatého Petra ve Vatikánu. Filippo Baldinucci ve svém Dictionary of Masters of Disegno (Slovník mistrů kresby) popsal Fra Carnevaleho jako žáka, který byl pověstný svým excelentním zvládnutím umění perspektivy. Italský historik umění a archeolog Luigi Lanzi (14. června 1732 - 30. března 1810) ve svém Storia Pittorica dela Italia (Historie Itálie v obrazech) píše o Fra Carnevalem : „Bramante a Raffael studovali jeho práci, protože v Urbinu nebyl nikdo lepší.“ Ačkoli byl poměrně nemilosrdný při posuzování perspektivy použité na oltářním obraze, pochválil jeho architekturu. Carnivale byl také architektem portálů kostela San Domenico v Urbinu a ve svých obrazech položil základy využití perspektivy s důrazem na architekturu.
Carnevale se obklopil prominentními členy místní společnosti, včetně právníka Guida Bonclericiho, generálního vikáře biskupa Giovanniho Battisty Melliniho, Ottaviana Ubaldiniho, který byl vlivnou osobou u dvora v Urbinu a Matteo di Cataneisem, který měl také blízko k vévodům. Jeho obrazy odrážejí tuto zkušenost s elitářskou kulturou společnosti více než by se dalo očekávat od člena významného náboženského řádu. Byl duchovním asketou, v rámci svých zakázek však dostal jméno „carnevale“, což znamená „půjčil“.

## Ovlivněn
Carnevaleova první díla ukázala vliv Dominica Veneziana. Na základě platby, kterou přijal Fra Carnevale jménem Antonia Albertiho, se však předpokládá, že se u tohoto malíře učil ve 30. letech 14. století. Proto přijíždí do Florencie v roce 1445 „jako žák, už ne jako učeň, což naznačuje, že jeho učení už bylo ukončeno, pravděpodobně se učil u mnicha Jacopa Veneta; s Antoniem Albertim ho spojuje jiný dokument.
Po návratu do Urbina zahájil Carnevale další architektonický projekt a přivedl umělce z Florencie, jako jsou Maso di Bartolomeo a Luca della Robbia.
Jeho styl ztvárnění obličeje a techniky malby záhybů tkanin jsou známy i z děl Piera della Francesca. Přestože jsou jeho obrazy obecně považovány za perspektivně nepřesné, v jeho prospěch mluví použití motivu architektonického pozadí. Preciznost jeho stylu je založena na jeho znalostech architekta. Carnevaleovi jsou také připisovány architektonické návrhy katedrály v Urbinu.

## Obrazy
Obraz Ideální město, o kterém se v knihách o teorii a historii městského designu velmi často hovoří, a který je umístěn ve Waltersově muzeu umění v Baltimoru, je jedním ze tří obrazů podobného stylu a je přičítán Fra Carnevalemu. Obraz je však některými historiky přisuzován Francescovi di Giorgio Martini, částečně pro větší význam tohoto umělce u vévodského dvora v Urbinu a také proto, že obraz ukazuje architektonická témata, která jsou publikovaná v pojednání Leona Battisty Albertiho. Tento obraz ukazuje Carnevaleho silný cit pro architekturu a její znalost. Lineární perspektiva a trojrozměrné detaily fasád budov jsou dokonalé, a to vše je ve stylu Carnevaleho práce.
Pouze jedno z děl Fra Carnevale je na původním místě: v Urbinu vymaloval Carnevale niku v Palazzo Ducale, dóžecím paláci Federica da Montelfeltro. Mezi osm dalších děl připisovaných Carnevalovi patří oltářní obraz v Santa Maria della Bella Zrození Panny Marie, Představení Panny Marie v chrámu, Zvěstování, vytvořeném ve spolupráci s Lippim, Korunování Panny Marie, Ukřižování, Svatý Jan Křtitel na poušti a Portrét člověka. Carnevaleho autorství některých z těchto prací je často zpochybňováno, pokud jde o Carnevaleovu ruku - co se týká obrazů Korunování Panny Marie, Ukřižování, Svatý Jan Křtitel v poušti a Portrét člověka, u těchto děl mají historici rozporuplné názory. Nicméně výstava Carnevaleových děl v Miláně v roce 2004 definitivně připsala těchto devět děl Carnevalemu.

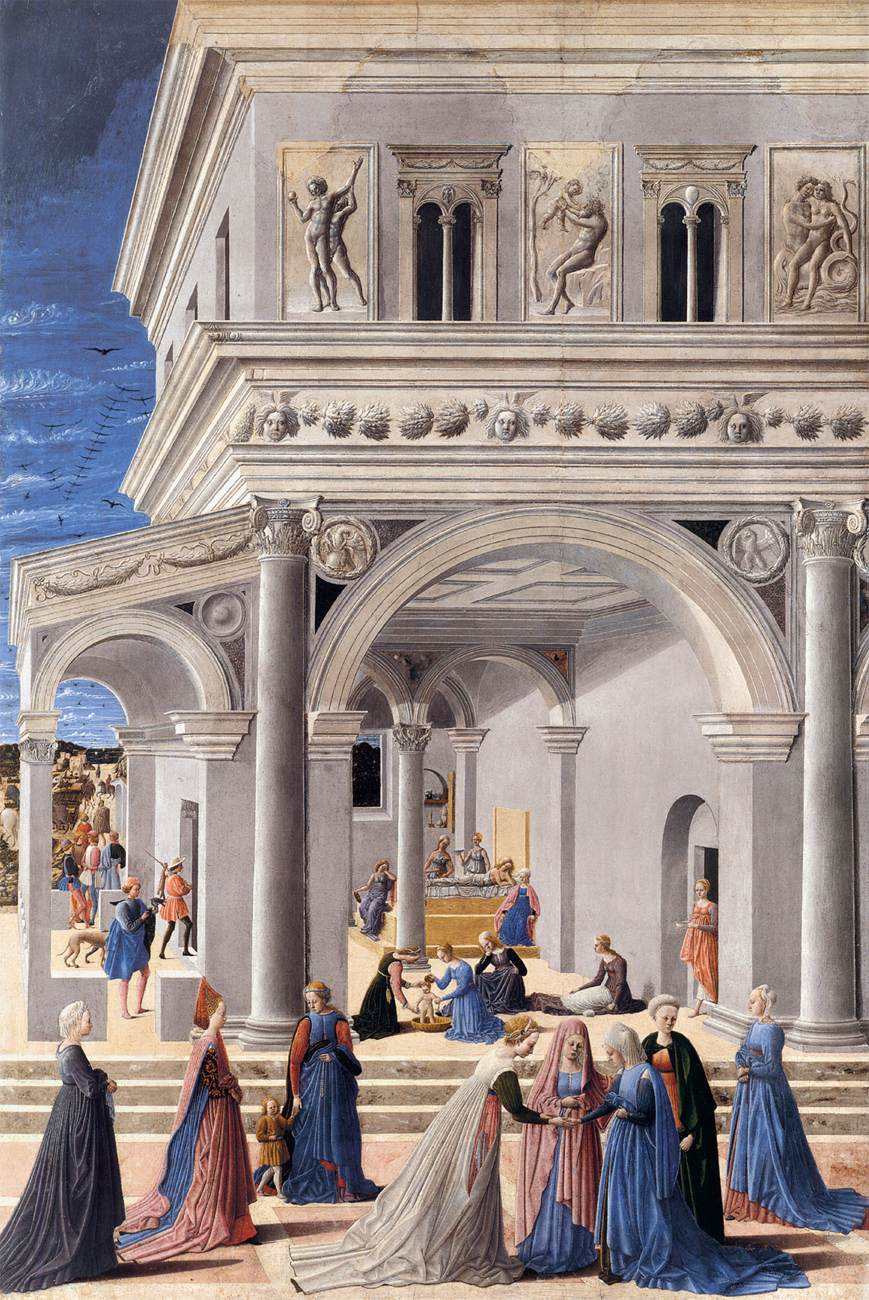
Fra Carnevale: Narození Panny Marie

Zrození Panny Marie a Představení Panny Marie v chrámu nyní připisované Carnevalemu, jsou nyní umístěny v Metropolitním muzeu v New Yorku a v Muzeu výtvarného umění v Bostonu. Panely byly součástí oltářního obrazu objednaného pro kostel Santa Maria della Bella v Urbinu v roce 1467. Části oltářního obrazu se staly známým jako "panely Barberini", když je v roce 1632 Antonio Barberini odvezl do Říma. Oba obrazy jsou kompozičně moderní a ukazují vliv humanismu a antických ideálů. Architektonické aspekty jsou opět silné a v popředí a v reliéfech budov v římském stylu jsou ukázány velké detaily, odkazující na architekturu vévodského paláce v Urbinu. Další charakteristickou vlastností Carnevaleho je hra světla a stínu na řasení oděvu a na budovách. Zrození Panny Marie je nekonvenční v kompozici, protože dítě není v popředí a není ústředním bodem obrazu, zatímco v Představení Panny Marie v chrámu Carnevale umístil do popředí postavy tradičních židovských kněží.
V roce 1930 se oba obrazy objevily na výstavě italského umění v Royal Academy of Arts v Londýně. V roce 2004 byly odeslány na výstavu Carnevaleových prací v Miláně. V té době bylo Carnevalemu definitivně přičítáno pouze devět obrazů. Uvažuje se ovšem, že další jeho díla existují v soukromých sbírkách.
Zvěstování je v současné době v National Gallery of Art ve Washingtonu, DC. Na tomto obraze stejně jako na svých jiných dílech Carnevale použil jasné barvy u budov a na oblečení s dokonale ztvárněnou plastičností šatu. Kompozičně netradíční je umístění postav na ulici.
Portrét člověka, jedno z kontroverzních děl, vypadá téměř jako římský reliéf jedné z budov v dalších Carnevalových obrazech, ale s přidanou barvou. Hluboké, jako vytesané detaily vlasů připomínají malířský styl použitý pro těžkou zvlněnou látku na "panelech Barberini". Detail svalů a žil na krku je velmi naturalistický. Tento obraz však postrádá obvyklou živost barvy, která je známá v Carnevaleho dílech.
O obrazech Svatý Jan Křtitel na poušti, Ukřižování, Svatý Petr a Svatý František se vedla diskuze zda byly součástí jednoho oltářního obrazu. Zkoumání provedené pro výstavu v Metropolitním muzeu ukazuje, že navzdory rozdílům v rozměrech byla tato čtyři díla skutečně součástí polyptychu. Ukřižování bylo dříve přičítáno Giovannimu Boccatimu, Pierovi della Francescovi či Domenico Venezianovi, ale protože dílo odkazovalo více na lombardské umělecké styly než florentskou kultura Lippiho nebo benátskou školu, bylo nakonec přisouzeno Carnevalemu. Při zkoumání těchto čtyř těchto prací vidíme přímo modelové zpracování drapérie s jejími hlubokými stíny a citlivost ve způsobu, jakým jsou zvýrazněny barvy. Dokonce i skály v pozadí Ukřižování se zdají být látkou, nikoliv pevným kamenem.

## Kresby
Jeden výkres, který je nyní přičítán Fra Carnevalemu je zřejmě kresbou ze stránky Vasariho Libro de ’Disegni (Kniha kreseb). Tato kresba byla původně přičítána Pierovi della Francesca. Zdá se však, že kresba pochází z Florencie z doby dospívání Fra Carnevale. Kresba zobrazuje postavu mladíka v bez oděvu, který v hrdém postoji ukazuje znetvořený vzhled. Stylisticky jeho mládí ukazuje našpulený výraz, který je ochrannou známkou Carnevaleho kresby, stejně jako standardizovaná forma Carnevaleovy charakterizace postavy a detailů šatů postavy. Fra Carnevale, známý spíše pro svou schopnost přesvědčivě využívat stín a světlo, nedokázal u svých lidských subjektů vytvořit stejně přesvědčivou fyziologii. Jeho postavy vypadají pokřivené a výsledek je spíše plochý než živý.
Libro de ’Disegni obsahuje další kresbu, kterou pravděpodobně dokončil Fra Carnevale. Toto zobrazení jedenácti mužských aktů bylo původně přičítáno Domenico Venezianovi. Dílo bylo pravděpodobně dokončeno mezi lety 1445 a 1450, kdy se Fra Carnevale učil u Filippa Lippiho.
Autorství další sady kreseb Fra Carnevaleho je kontroverznější. Kresby vycházejí z obrazu Filippa Lippiho Korunování Panny. Existují dvě reprodukce tohoto díla, které možná zhotovil Fra Carnevale; kompozice je stojící žena a klečící mnich. Vzhledem k tomu, že se jedná o reprodukce obrazů jiného umělce, je připisování Fra Carnevalemu nejisté.

## Galerie

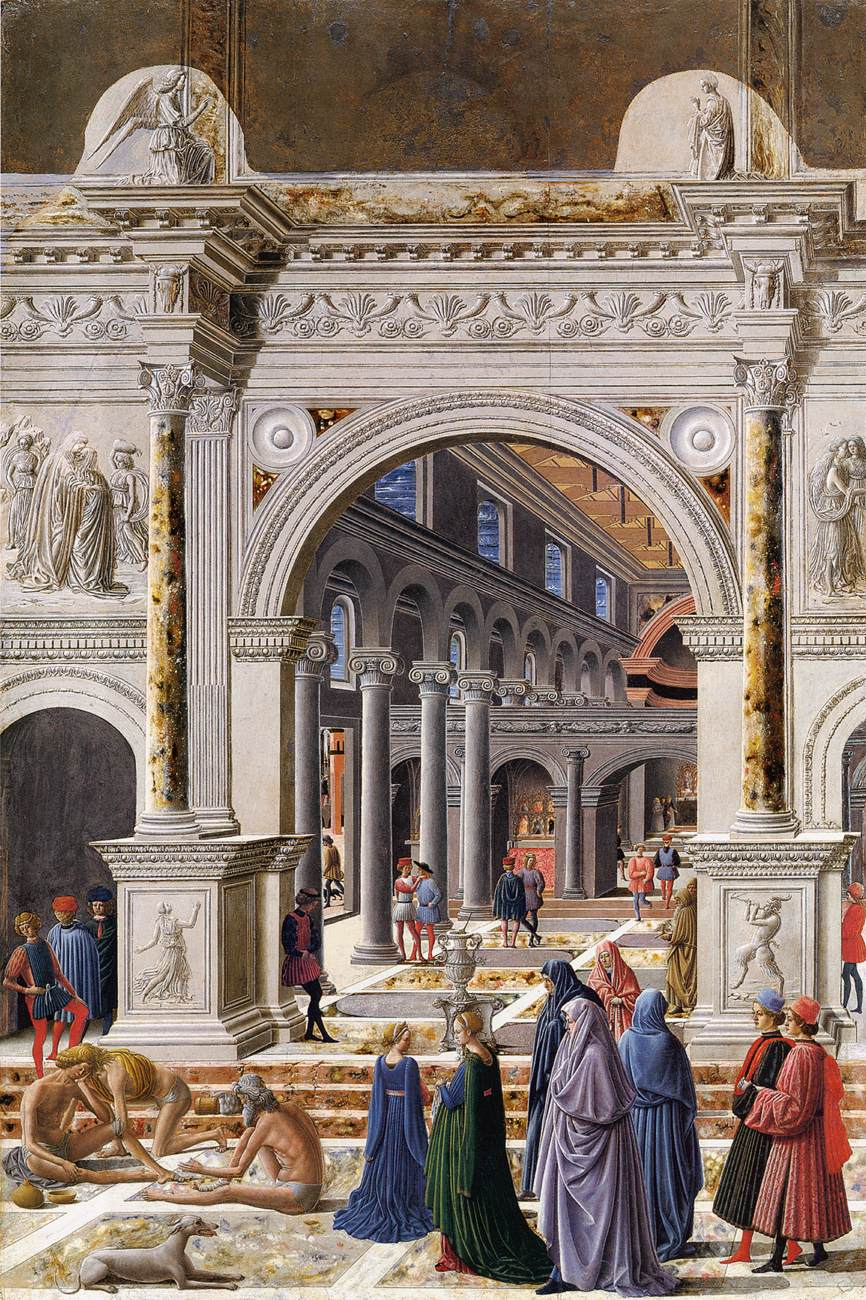
Představení Panny v chrámu
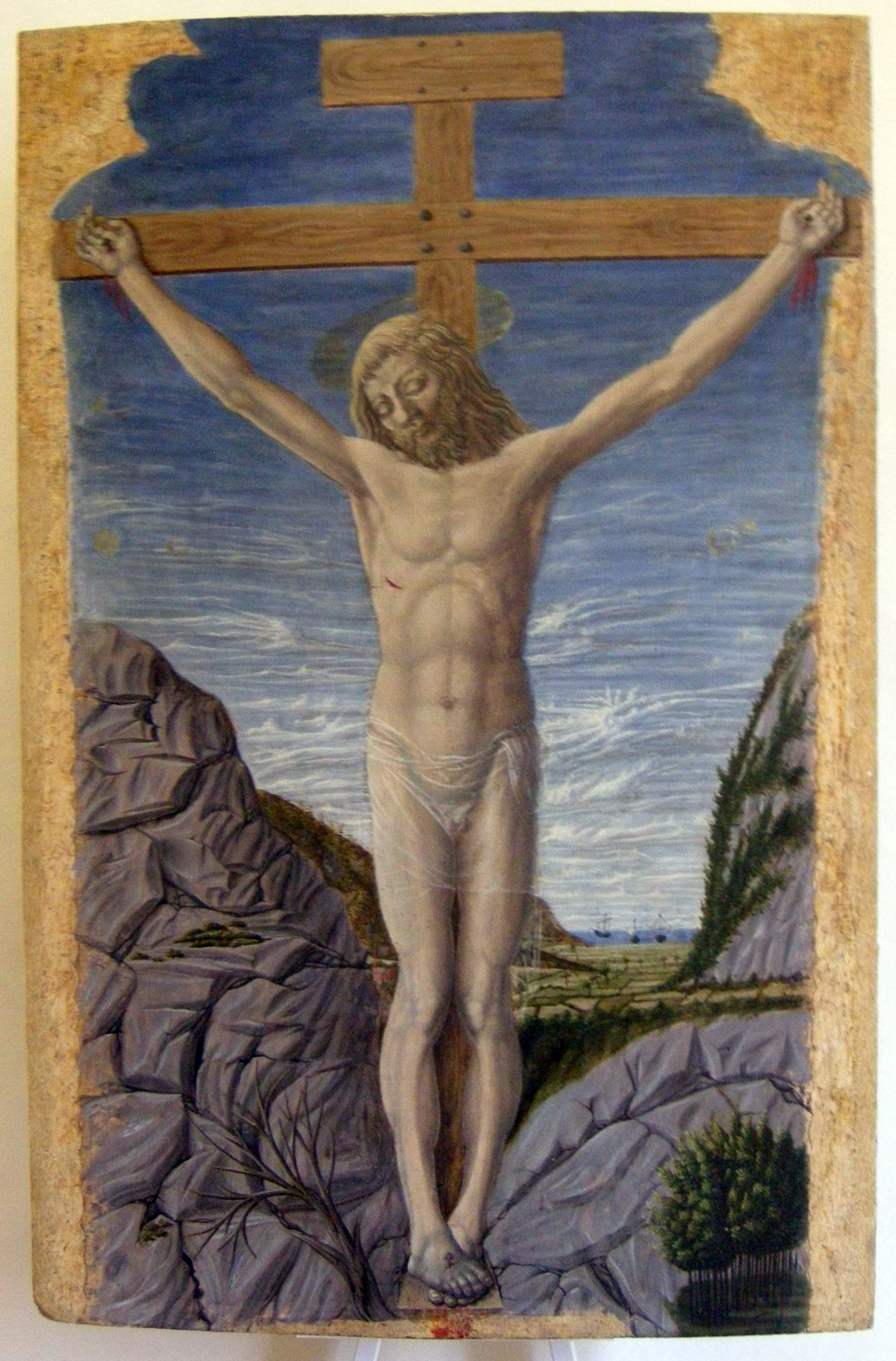
Ukřižování
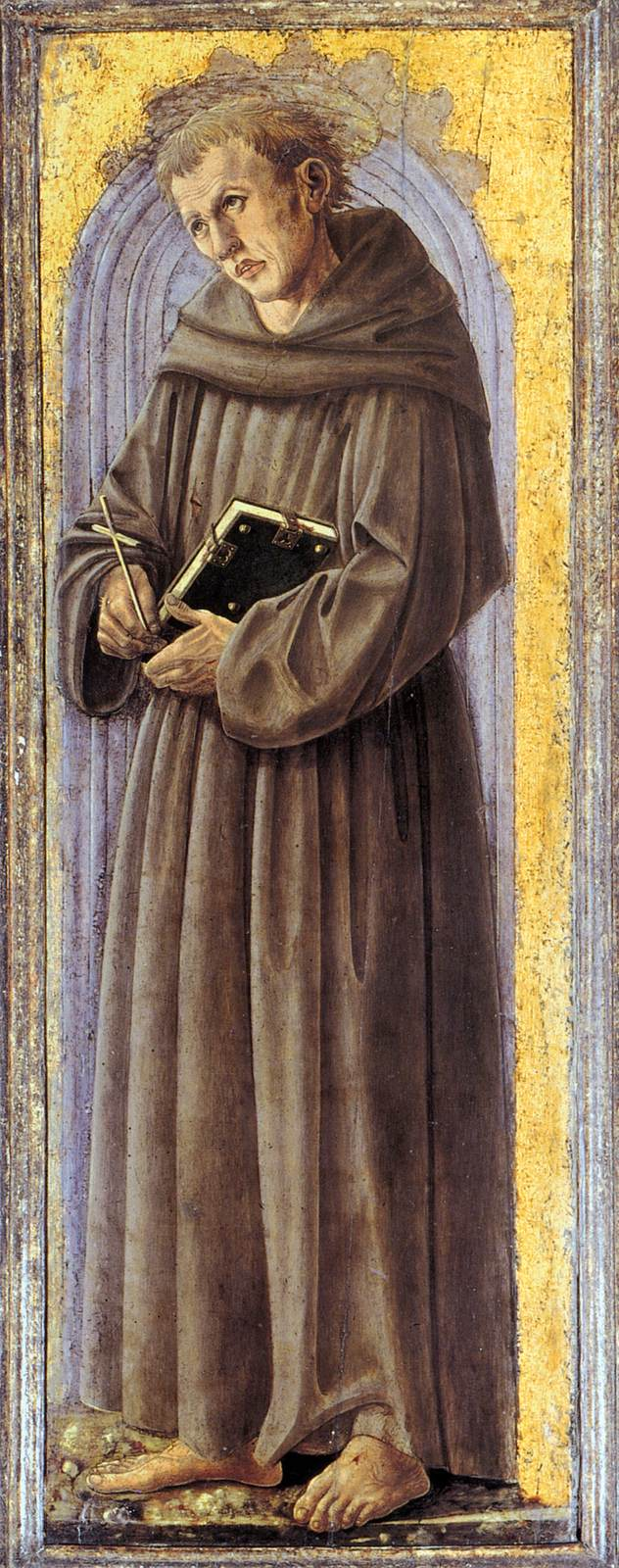
Svatý František
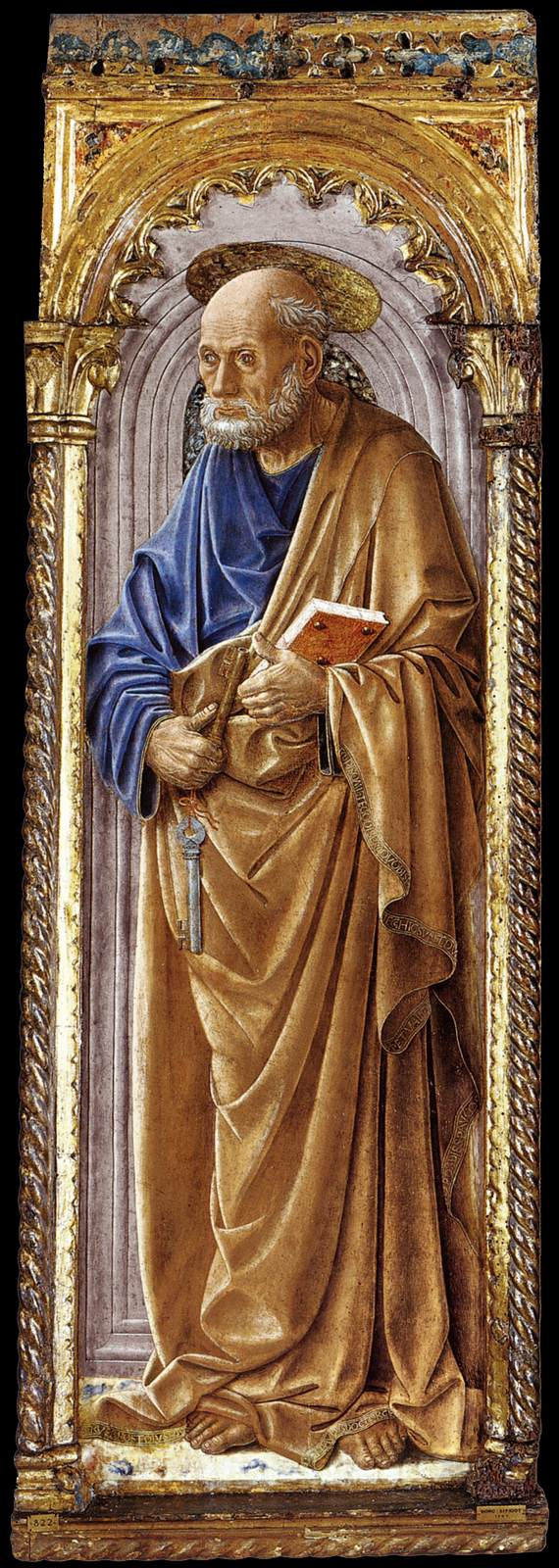
Svatý Petr
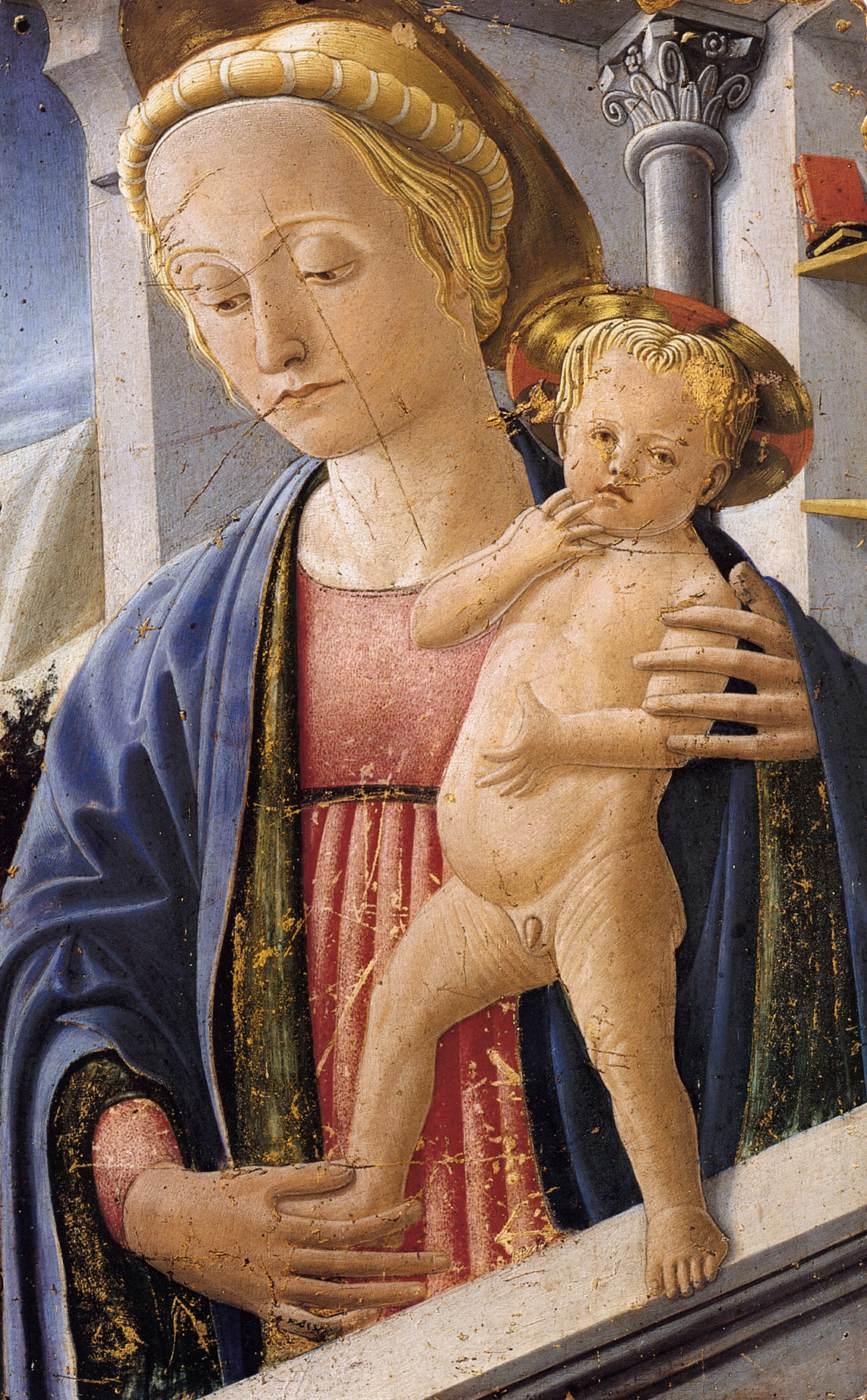
Madonna s dítětem